# Shia LaBeouf
Shia Saide LaBeouf (Los Ángeles, 11 de junio de 1986) es un actor y director estadounidense. En sus inicios protagonizó la serie Even Stevens para el canal Disney Channel y la película Holes (2003). 
Durante un breve período de tiempo tuvo papeles secundarios en Charlie's Angels: Full Throttle (2003), I, robot (2004) o Constantine (2005). Esto cambió en 2007, cuando protagonizó dos películas: Transformers y Disturbia. 
Un año más tarde rodó Indiana Jones y el reino de la calavera de cristal (2008), junto a Harrison Ford y bajo la dirección de Steven Spielberg, y también protagonizó el filme Eagle Eye (2008).
También la revista Time lo ha descrito como «el beligerante chico de barrio», y Vanity Fair le adjudicó el puesto 34 en la lista de las 40 celebridades Hollywoodenses con más ingresos durante 2010, por dieciséis millones de dólares. También se ha hecho acreedor al premio Daytime Emmy.

## Biografía

### Primeros años
Shia LaBeouf nació en Los Ángeles, California, el 11 de junio de 1986, siendo el hijo único de Shayna (nacida Saide), una bailarina que se volvió artista visual y diseñadora de joyería, y de Jeffrey Craig LaBeouf, un veterano de la guerra de Vietnam que "iba a la deriva" de trabajo en trabajo, personificando a un mimo y un payaso de rodeo en un circo; su abuelo materno, que compartió su primer nombre, fue un comediante que trabajó en el Borscht Belt de las montañas Catskill, y su abuela era una poeta drogadicta beatnik que se asoció con Allen Ginsberg. El nombre "Shia" es 'regalo de Dios' en hebreo y el apellido LaBeouf deriva de "Le Boeuf", apellido francés que significa 'el buey'. Shia ha dicho que viene de "cinco generaciones de artistas" y estaba "actuando cuando salió de la matriz". Su padre es un cajún (descrito en una ocasión por LaBeouf como un "Ragin' Cajun") y su madre nacida en Nueva York es judía, fue criado en la religión judía y tuvo un Bar Mitzvah. Ha descrito a sus padres como "hippies", a su padre como "fuerte como los clavos y una raza diferente de hombre", y su educación como semejante a una "forma de vida hippie", e indicó que sus padres fueron "gente extraña y bonita, pero me amaron y los amé". El padre de Shia cultivaba cannabis, y los dos fumaron marihuana cuando Shia tenía 10 años. También ha afirmado que su padre estuvo "drogado" durante su niñez, siendo adicto a la heroína y se puso en rehabilitación de drogas por la adicción de heroína, mientras su madre "intentaba mantener la fortaleza". Sus padres finalmente se divorciaron y tuvo lo que ha descrito como una "buena niñez", creciendo pobre con su madre (quien trabajó vendiendo telas y broches) en Echo Park, Los Ángeles, California y asistiendo a una escuela predominantemente latina y afrodescendiente.
Shia "crearía cosas, líneas de historia y cuentos ficticios" durante su niñez y practicaría comedia stand-up alrededor de su vecindad como una "vía de escape" de un ambiente hostil. Empezó a actuar el stand-up y a "hablar sucio" en los comedy clubs (incluyendo The Ice House en Pasadena) a la edad de diez años (describiendo su atractivo como el hecho de tener material "asquerosamente sucio" y una "boca de 50 años en la boca de un niño de diez"). Más tarde encontró una agente a través de las Páginas Amarillas siendo aceptado después de efectuar su acto de stand-up para ella y fingiendo ser su propio mánager, promocionándose a él mismo en tercera persona.

### Plano personal

#### General

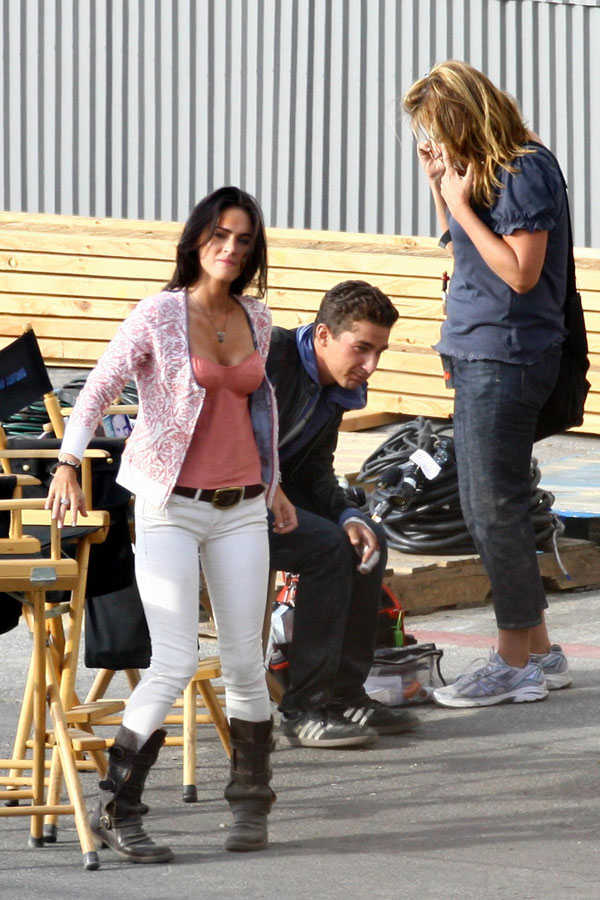
Megan Fox y Shia LaBeouf en el rodaje de Transformers: la venganza de los caídos.

Shia asistió a la 32nd Street Visual and Performing Arts Magnet School (LAUSD) y a la Alexander Hamilton High School, ambas en Los Ángeles, aunque recibió la mayor parte de su educación de profesores particulares. Compró su propia casa a la edad de dieciocho años. Permanece cerca de sus padres y vive en Burbank, California; su madre ahora vive cerca, en Tijuana (México) y California mientras su padre lo hace en Montana. Fue aceptado en la Universidad de Yale, pero declinó, más tarde, comentó que está "recibiendo el tipo de educación que no consigues en la escuela", aunque le gustaría asistir a la universidad. Shia es fumador, conduce un Nissan y tiene dos perros: Brando y Rex. Ha comentado que "los deportes son tan grandes en mi vida" y que es un "adicto al cine". Disfruta de la música de The Shins y de la etiqueta hip-hop de Definitive Jux.
Ha citado a los actores Dustin Hoffman, Jodie Foster, Jon Voight y John Turturro como inspiraciones, e indicado que se está "tomando muy en serio" su carrera y que ha hecho un "esfuerzo calculado por permanecer lejos de las fiestas", ya que cree que "si la industria te toma a la ligera porque siempre estás de fiesta, después se tomarán a la ligera tu trabajo también".
El entrevistador Jamie Portman de The Vancouver Sun dijo que Shia parecía tener una "relación de amor-odio con la cultura adolescente que lo ha criado". En 2022, se convirtió al catolicismo.

#### Relaciones sentimentales

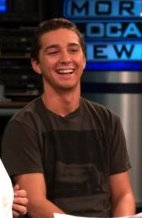
LaBeouf en el mes de noviembre del año 2006, promocionando la película Bobby.

En 2010 comenzó una relación con la actriz Carey Mulligan, a quien conoció durante el rodaje de Wall Street 2: El dinero nunca duerme, pero finalizó un año después.
En 2013 comenzó una relación con la modelo Mia Goth, a la que conoció en el rodaje de la película Nymphomaniac y con quien contrajo matrimonio en octubre de 2016. La pareja se separó en 2018. Su reconciliación se hizo pública en marzo de 2020. En febrero de 2022 se anunció que estaba esperando su primer hijo con Goth. El 1 de abril de ese año se confirmó que su hijo había nacido.
En diciembre de 2020, fue demandado por FKA Twigs, con quien tuvo una relación durante 2018 a 2019 por agresión sexual, maltrato físico y psicológico. En su respuesta, LaBeouf declaró que había sido abusivo consigo mismo y con la gente a su alrededor por "varios años", y que estaba avergonzado por lo sucedido, pidiendo disculpas a aquellos que hirió. Después de este altercado legal, Netflix quitó a LaBeouf de su lista de recomendados a su película "Fragmentos De Una Mujer (Pieces of a woman)" de 2020.

#### Accidentes y arrestos
En la mañana del 4 de noviembre de 2007, un guardia de seguridad le pidió que se retirara de la sede de la empresa Chicago Walgreens; tras negarse fue arrestado por entrada ilegal. Los cargos fueron retirados el 12 de diciembre de 2007.
En marzo de 2008, se emitió una orden de arresto en su contra, al no presentarse ante la corte. Esa audiencia se relacionó con una cita por fumar en un lugar prohibido en Burbank, California, en febrero del mismo año. Dado que ni Shia ni su abogado se presentaron en la corte a las 8:30, una orden de detención fue emitida para su arresto. Sin embargo, el comisionado de la corte en California volvió a emitir la orden el 19 de marzo de 2008, después de que el abogado se hizo presente y declaró a su cliente (en su nombre) como inocente, más tarde el 24 de abril se realizó una audiencia previa al juicio. Los cargos fueron retirados después de que el actor pagara una multa de USD 500.
El 27 de julio de 2008, aproximadamente a las 3:00, estuvo involucrado en un accidente automovilístico en la intersección de la Av. La Brea y la Av. Fountain en Los Ángeles. Su Ford F-150 fue golpeado, en uno de los lados, por un vehículo que se saltó un semáforo. LaBeouf quedó atrapado en la parte alta de la repisa de la ventana del lado del conductor y después del impacto, la camioneta volcó y dejó expuesta su mano izquierda, aplastándola. Los oficiales de policía que llegaron al lugar olieron alcohol en el aliento de Shia. Después de negarse a pasar la prueba del alcoholímetro, las autoridades lo arrestaron por conducir en estado de ebriedad y su licencia de conducir fue suspendida por un año. Bay dijo que este había estado bebiendo horas antes del accidente y se dio cuenta de esto en el momento que ocurrió el accidente. Su acompañante, la actriz Isabel Lucas, y el pasajero, así como el conductor del otro vehículo sufrieron heridas leves. Debido a los daños en el accidente, la camioneta de Shia fue considerada siniestro total; su padre la conserva como recuerdo. Dos días después, un portavoz del departamento de oficiales del condado de Los Ángeles anunció que Shia no fue el causante del accidente, dado que el conductor del otro vehículo fue quien se pasó la luz roja.
Regresó al estudio de Transformers: la venganza de los caídos y reanudó las grabaciones. En septiembre del mismo año describió el accidente como "revelador y aterrorizante". También dijo que a causa de las heridas (tuvieron que colocarle pletinas y tornillos en su mano izquierda) y la existencia de una cicatriz (se usó un trozo del hueso de la cadera para fabricar un hueso para su dedo), en abril del 2009 sometería a tres cirugías de mano con las cuales podría recuperar alrededor del 80 % del movimiento de su mano y podría hacer puño al cerrarla, un nudillo jamás podrá moverlo. En mayo del 2010 dijo que había recobrado el movimiento total de sus dedos.
En la mañana del 5 de febrero de 2011, estuvo envuelto en un altercado con otro cliente en la taberna Mad Bull en Sherman Oaks, Los Ángeles, donde fue golpeado en la cara. Este y el otro cliente (el cual no se dio a conocer su nombre), fueron esposados e interrogados por un oficial del Departamento de Policía de Los Ángeles, más tarde fueron liberados.
El 8 de julio de 2017, a altas horas de la madrugada, se produce un nuevo arresto en Savannah (Georgia) cuando, estando en profundo estado de embriaguez, inició un altercado con otro viandante y con un agente de la policía tras haberle sido negado un cigarrillo. Acusado de delitos de obstrucción a las fuerzas del orden, desórdenes públicos y embriaguez pública, fue puesto en libertad con una fianza de 7000 dólares. A pesar de amenazar de muerte e insultar a diversos agentes durante todo el proceso de detención y traslado a la cárcel de la ciudad, no se le acusó formalmente de delitos de amenazas. Las imágenes y el sonido de la detención se publicaron en plataformas de vídeo como Youtube.

#### Acusaciones de plagio
El 17 de diciembre de 2013, Labeouf lanzó su cortometraje Howard Cantour.com en internet y poco tiempo después varios blogueros notaron su cercana similitud con Justin M. Damiano, un cómic de 2007 de Dan Clowes, creador de Ghost World. El periodista Graeme McMillan de Wired notó por lo menos tres similitudes, una fue que el monólogo inicial del corto y del cómic era el mismo. LaBeouf retiraría luego la película y afirmaría que no tenía la intención de copiar a Clowes, sino que estaba "inspirado" por él y se "perdió en el proceso creativo". Continuó con varias disculpas vía Twitter, escribiendo: "En mi entusiasmo e ingenuidad como cineasta amateur, me perdí en el proceso creativo y no cumplí con las acreditaciones apropiadas" y: "Me arrepiento profundamente de la manera en que estos eventos se desarrollaron y quiero que @danielclowes sepa que tengo un gran respeto por su trabajo". Clowes respondió diciendo: "La primera vez que oí de la película fue esta mañana cuando alguien me mandó un enlace. Nunca he hablado o visto al Sr. LaBeouf (...) Realmente no puedo imaginarme qué se le pasó por la mente". LaBeouf fue criticado por su disculpa, algunos sitios web como The A.V. Club notaron que la misma disculpa había sido tomada de un post del año 2010 de Yahoo! Respuestas.
Desde el descubrimiento inicial de plagio al trabajo de Clowes, otros trabajos de LaBeouf han estado bajo análisis. Otros medios de noticias han indicado que los cómics de LaBeouf, Let's Fucking Party y Stale N Mate, han sido plagios de The Little Girl and the Cigarette de Benoît Duteurtre y de Assault de Charles Bukowski.

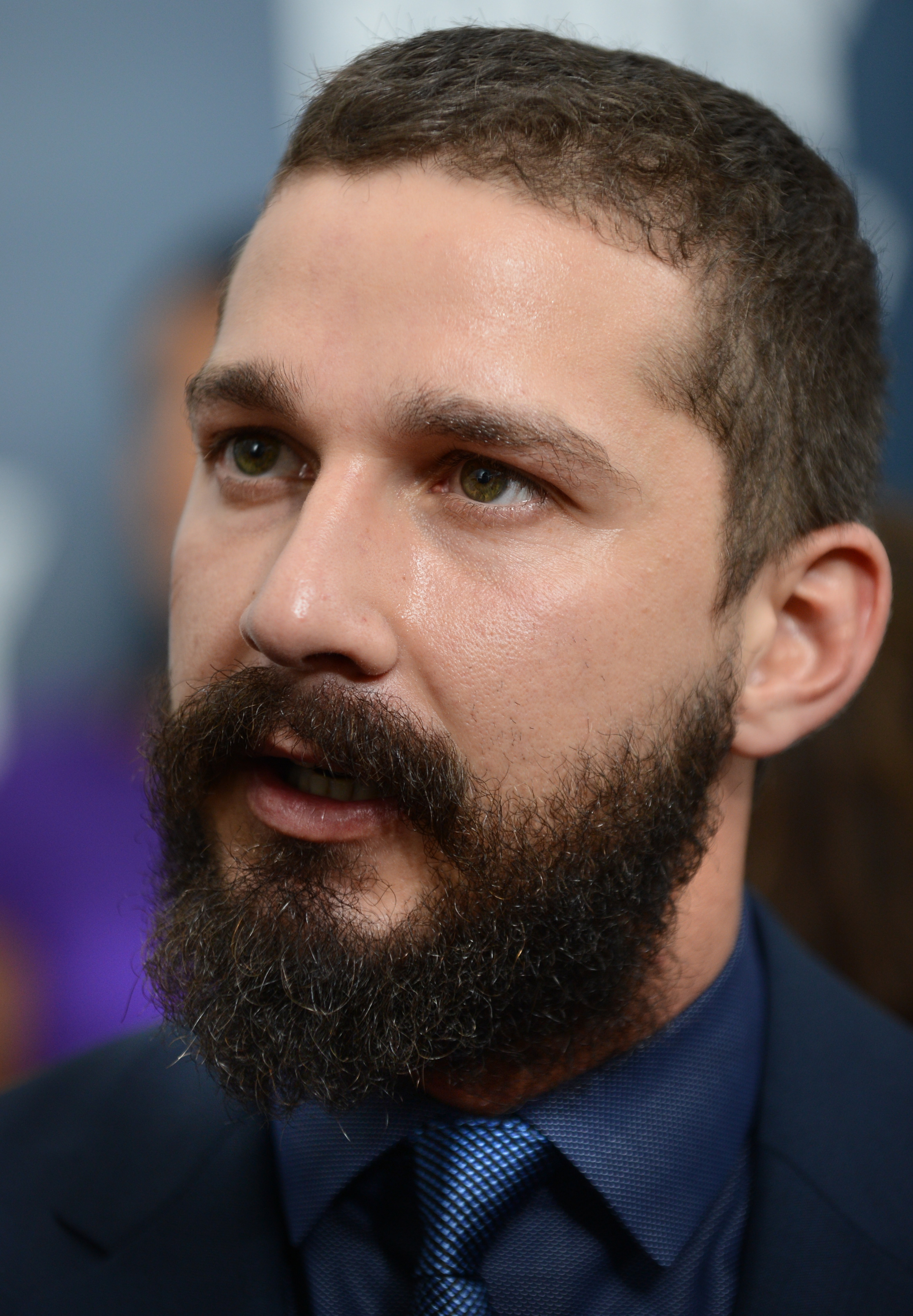
LaBeouf en 2014.

En enero de 2014, LaBeouf habló sobre las acusaciones de plagio con Rich Johnston de Bleeding Cool, donde declaró que veía las leyes de derechos de autor demasiado restrictivas y que eso no permitía que las ideas fluyeran libremente. Más tarde LaBeouf tweeteó una descripción de su próximo proyecto, Daniel Boring (una referencia a David Boring, otro cómic creado por Clowes). La descripción del proyecto fue además tomada palabra por palabra de la descripción de Clowes de su cómic. El abogado de Clowes, Michael Kump, envió una orden de cese y desista al abogado de LaBeouf, la cual fue subida a Twitter por LaBeouf. En una entrevista para Vulture en 2015, Clowes declaró: "Odio la idea de alguien haciéndole eso a algún artista joven que no pudiese contratar representantes legales. Yo soy el tipo de persona que pudo hacerlo", refiriéndose al tema del plagio; "sería realmente posible para alguien con la cantidad de dinero y poder [de LaBeouf], aplastar a algún pobre artista joven si eso le pasara a ellos, y yo odiaría ver eso. Así que no pienso que sea algo que necesite ser perdonado".

#### ElcaníbalShia Labeouf
El 21 de octubre de 2014, se subió un video musical a YouTube titulado; "Shia Labeouf" en donde, a través de un relato narrado por su compositor Rob Cantor, coros y bailes, se describe la situación de una persona perdida en el bosque siendo perseguida por Shia LaBeouf, quien supuestamente es un caníbal. Al final de la historia, la cámara desenfoca el escenario y se mueve hasta encontrarse con una persona que aplaude fuera de cuadro, para luego revelarse que es el mismo Shia LaBeouf, mirando el espectáculo solo desde su asiento.
El video fue publicado por el usuario Rob Cantor, compositor y cantante, quien es el autor de la letra de la canción. La canción puede ser comprada en Bandcamp y es parte de un disco titulado "Not a Trampoline" ("No es una cama elástica").
El video se hizo bastante popular dentro de la comunidad de Internet y no tardó mucho en hacerse viral. 

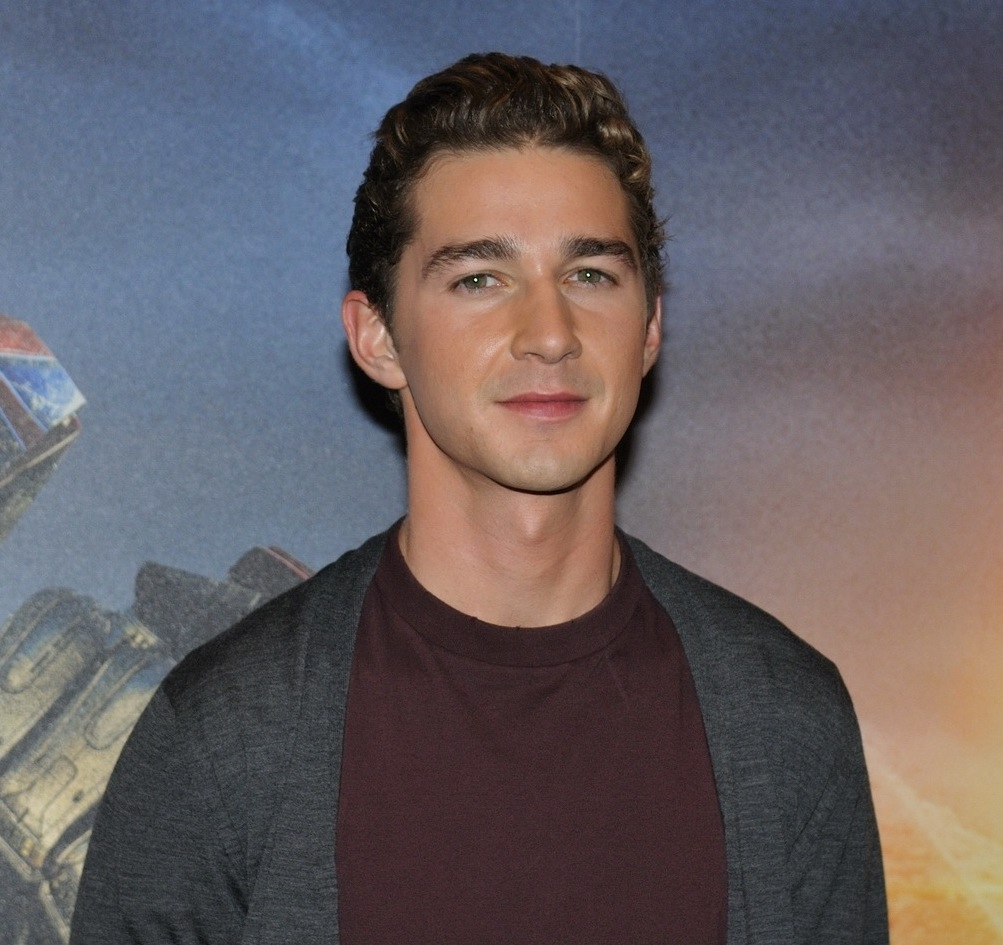
LaBeouf en la promoción de Transformers: la venganza de los caídos en el mes de junio del año 2009.

#### "Just do it"y popularidad en Internet
El 27 de mayo de 2015 fue publicado en YouTube un video titulado "Shia LaBeouf delivers the most intense motivational speech of all-time" ("Shia LaBeouf presenta el discurso motivacional más intenso de todos los tiempos") por el usuario Mike Mohamed. El video rápidamente ganó popularidad entre los internautas y en poco tiempo se convirtió en un video viral. El video muestra a Shia LaBeouf frente a una pantalla verde dando un discurso motivacional diciendo repetidamente la frase "Just do it" (Solo hazlo) en un tono de voz imponente y fuerte. Durante el video también explica distintos argumentos motivacionales útiles para cualquier situación, con frases cortas como "Yesterday, you said tomorrow" (ayer, dijiste que mañana) y "Don't let your dreams be dreams" (No dejes que tus sueños sean sueños) con la intención de motivar al espectador. Desde entonces, el vídeo ha sido utilizado enormemente por usuarios, haciendo uso de la conveniente pantalla verde para poder sobreponer a Shia como elemento paródico en muchos otros vídeos. 
El origen del video es un segmento de uno más grande titulado "#INTRODUCTION" (#Introducción) realizado como proyecto artístico de "LaBeouf, Rönkkö, & Turner" en colaboración con estudiantes de la "Central Saint Martins BA Fine Arts" de 2015. En el cortometraje, Shia LaBeouf se encuentra frente a una pantalla verde citando distintos discursos cortos en distintas situaciones actuadas, los cuales fueron escritos por los estudiantes. "Solo hazlo" es uno de esos discursos. A diferencia del video motivacional, el cortometraje ha recibido relativamente poca atención, teniendo solamente poco más de 1200 "me gusta" en su página oficial.

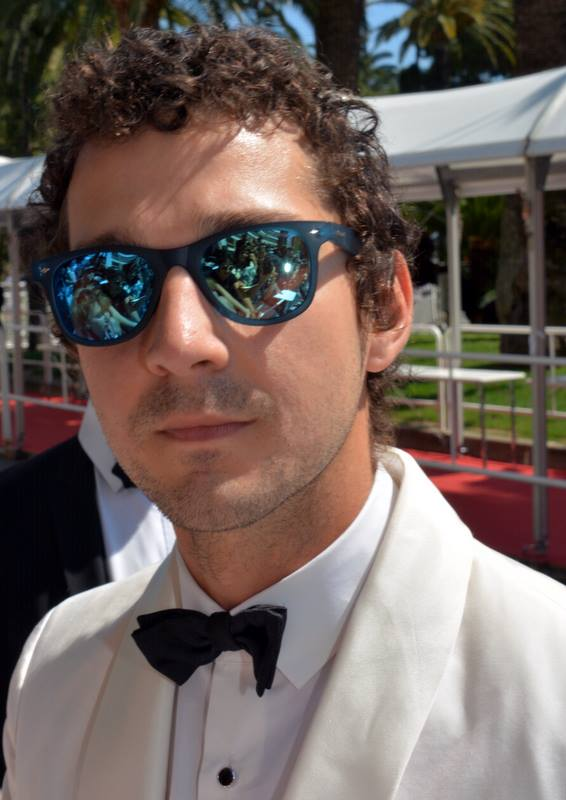
LaBeouf en Cannes 2016.

## Trayectoria profesional

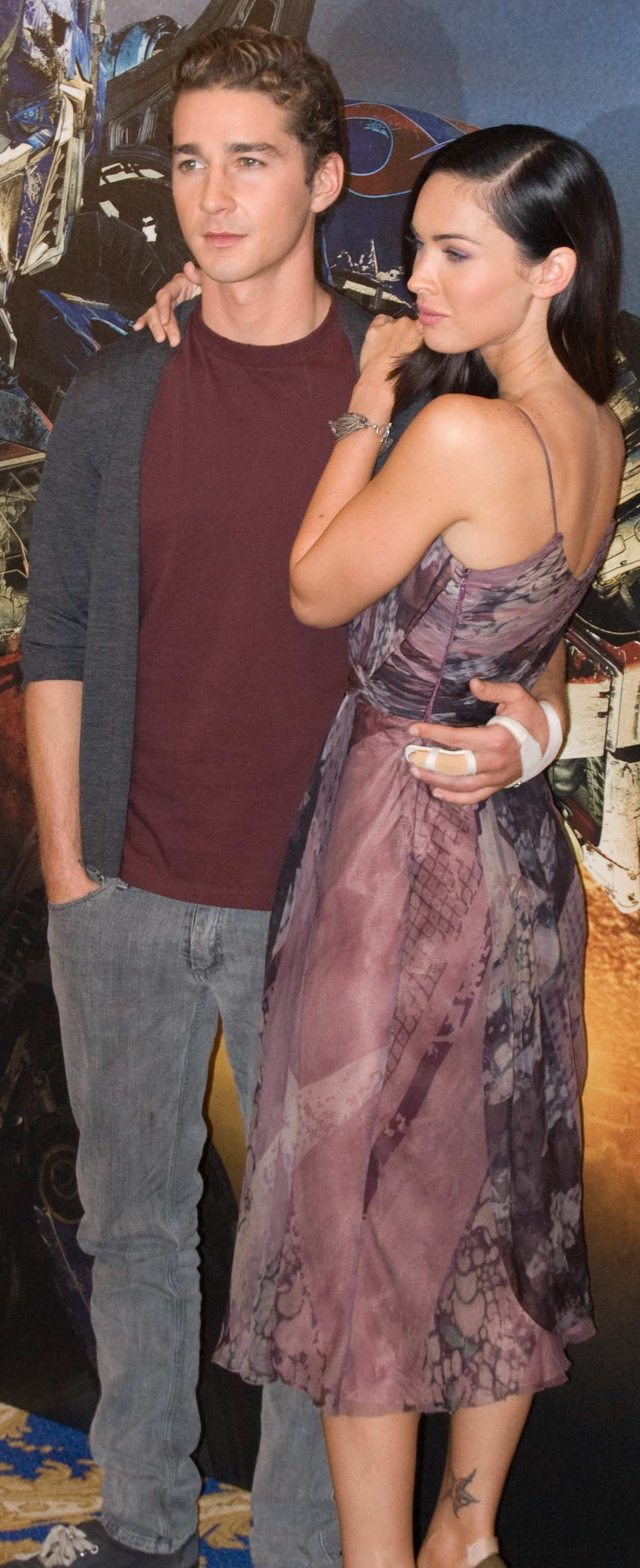
LeBeouf en el año 2009 con su compañera de reparto Megan Fox en el estreno en París de Transformers: la venganza de los caídos.

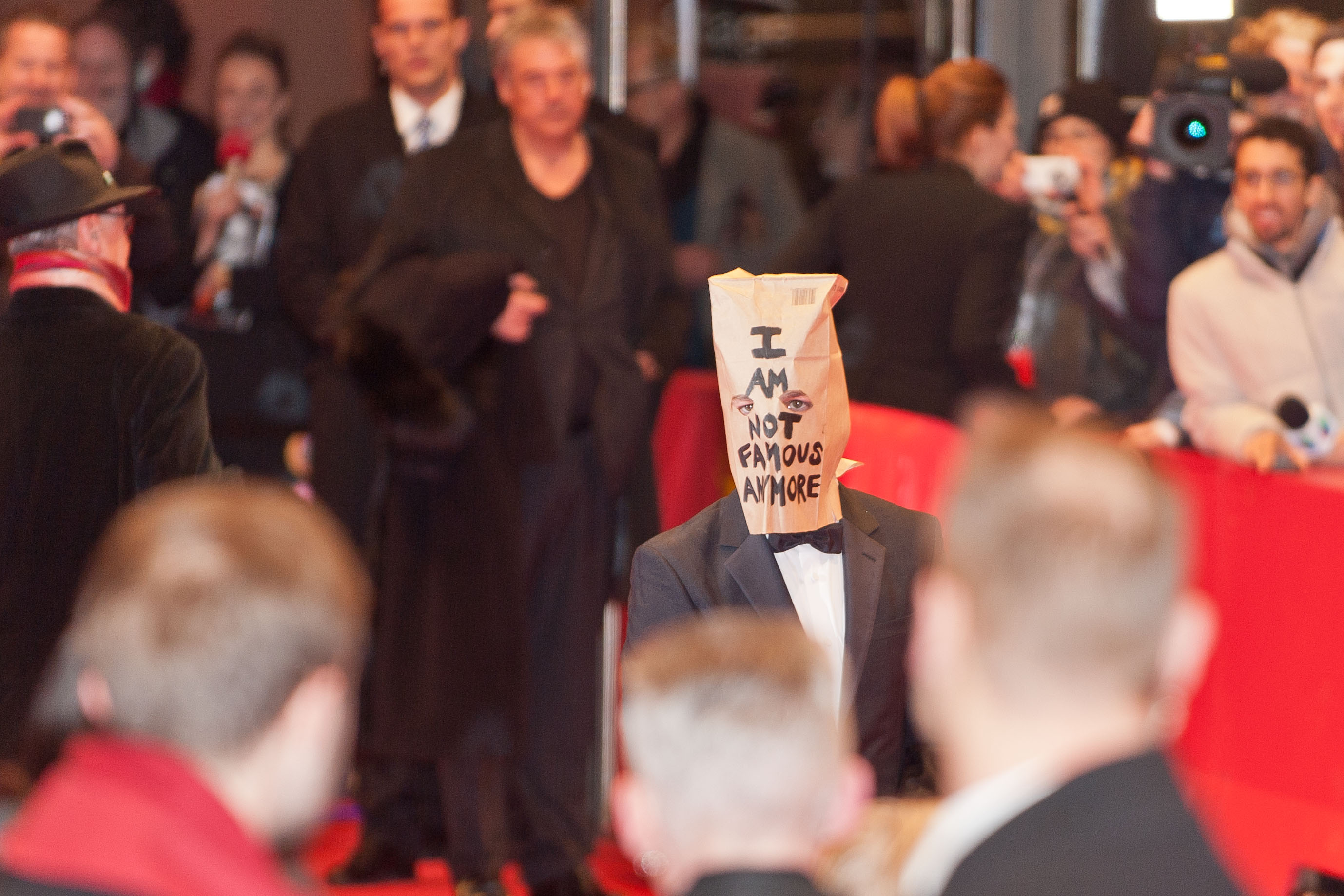
LaBeouf llevó una bolsa de papel sobre la cabeza en el Festival Internacional de Cine de Berlín de 2014.

LaBeouf dijo que se hizo actor porque su familia estaba en "bancarrota" y no porque intentara perseguir una carrera de actuación. Comenzó a ser conocido entre las audiencias juveniles después de interpretar a Louis Stevens en el programa semanal de Disney, Even Stevens, un papel por el cual le dieron el trabajo tres meses antes de ser firmado por su agente. Su padre, que en ese entonces salía de rehabilitación, hizo el papel de su padre en el set y eso los vinculó. A Shia le fue concedido el Premio Daytime Emmy por el papel y comentó que "creció en ese show" y que su niñez fue del "tipo perdida", aunque su aparición en el reparto del show fue la "mejor cosa" que le había pasado. Durante este lapso de tiempo, también apareció en programas de sketch en The Tonight Show with Jay Leno. En 2003, apareció en otra producción de Disney, Holes, como Stanley "Caveman" Yelnats IV, al lado de Sigourney Weaver, Jon Voight y Tim Blake Nelson. Mientras filmaba El misterio de los excavadores, Voight le dio a Shia un libro de actuación, y esto hizo que se diera cuenta que la actuación era más que un trabajo. El filme fue un éxito moderado de taquilla.
Ese mismo año, apareció con gran peso en el show documental de HBO, Project Greenlight, en el cual realizó la crónica de la fabricación del filme independiente The Battle of Shaker Heights. Tuvo una pequeña actuación en Yo, Robot (2004) y apareció en la película de acción y suspenso Constantine (2005), junto con Keanu Reeves y Rachel Weisz, y en la película de Disney, The Greatest Game Ever Played, interpretando a Francis Ouimet, un golfista de la vida real de una familia pobre, que ganó la U.S. Open Championship de 1913. En 2006, coprotagonizó, la película dramática Bobby, que fue un llamado para realizar su primera escena desnudo cuando se quitó la ropa en un viaje psicodélico de LSD. Shia ha expresado que no es "el modelo típicamente americano de papeles de Disney" y eligió aparecer en algunos de sus papeles fílmicos para "maldecir cuanto sea posible" y "envejecer [a sí mismo] públicamente" después de sus papeles de Disney, especificando que Disney es "grandioso y todo" y un "lugar consolidado", pero "deshabilitante para un actor", siendo "una constante en serie del mismo". También ha proclamado que "disfrutó" siendo un actor infantil y que "odió" la escuela.
En 2007 apareció en Disturbia, un thriller estrenado el 13 de abril. Personificó a un adolescente bajo arresto domiciliario quien sospecha que su vecino, interpretado por David Morse, es un asesino en serie. Shia recibió críticas positivas por el papel, en The Buffalo News, indicando que este "se ha convertido en un actor joven atractivo y brillante quien es capaz simultáneamente de llevar a cabo el coraje, remordimiento e inteligencia [del personaje]", Kurt Loder de MTV escribe que Shia "consigue su boleto al estrellato perforado decisivamente", y el San Francisco Chronicle apunta que está "rápidamente volviéndose el mejor actor joven de Hollywood". En comparación de la película La ventana indiscreta, el New York Daily News describió el atractivo de Shia como "más John Cusack que James Stewart". En 2007, realizó un doblaje de voz como Cody Maverick en la cinta animada Surf's Up e interpretó al adolescente Sam Witwicky, quien se vio involucrado en la guerra Autobot-Decepticon en la Tierra, en Transformers de Michael Bay, estrenado el 3 de julio. Shia ha dicho que es admirador de la serie televisiva de Transformers: Generación 1 y The Transformers: The Movie de 1986, y el productor ejecutivo Steven Spielberg lo incluyó en el reparto, habiendo sido impresionado por su actuación en Disturbia. Disturbia fue para él la más importante de estas tres películas de 2007, porque interpretaba a un "personaje manejado".
También en 2007, presentó un premio en los Nickelodeon Kids' Choice Awards el 31 de marzo, apareció en The Tonight Show With Jay Leno el 2 de abril y condujo Saturday Night Live el 14 de abril. Fue nombrado "la estrella del mañana" del 2007 por la ShoWest Convention of the National Association of Theater Owners. En abril de 2007, este estuvo haciendo casting para aparecer en Indiana Jones y el reino de la calavera de cristal, el cual comenzó la filmación en junio de 2007 y se prolongó al 22 de mayo de 2008, fecha del estreno. Spielberg le ofreció un papel en la película, impresionado por su actuación en Transformers. Shia expreso que desearía posteriormente aparecer en un papel de pequeña escala. En el 2007 interpretó a Ben Donal en la serie de televisión Powers pero tuvo unos pequeños conflictos con Mike Vogel que también se encontraba en la serie y dejó el show terminando la primera temporada. En Indiana Jones y el reino de la calavera de cristal (2008) personificó el papel del hijo de Indiana Jones, Mutt Williams. Su actuación recibió críticas variadas, mayoritariamente negativas, como la de Todd Gilchrist de IGN comentando que "uno no puede dejar de ponerse a pensar qué fue lo que vio Spielberg en el joven actor que lo llevó a contratar a LeBeouf". Su siguiente película, Eagle Eye, fue lanzada el 26 de septiembre de 2008, y al igual que en Indiana Jones, su actuación volvió a recibir críticas mediocres.
En febrero de 2009, dirigió el vídeo musical "I Never Knew You", un sencillo del tercer álbum del rapero Cage, Depart from me. Volverán a trabajar juntos para hacer un filme biográfico del rapero, en el cual él tendrá un rol importante. Además de dirigir el corto MANIAC, para la canción que grabaron Cage y Kid Cudi, también dirigió el vídeo musical para la canción "Marihuana" en la Cannabis Cup de 2010.
Volvió a personificar el papel de Sam Witwicky en la secuela de Transformers del año 2009, Transformers: la venganza de los caídos. La filmación de la película comenzó en mayo del 2008 y terminó a finales de ese año. Debido a que sufrió una lesión en su mano después de un accidente de tránsito, el director Michael Bay y el guionista Roberto Orci tuvieron que hacer modificaciones al guion para poder proteger su mano durante la filmación. No obstante, la filmación solo se retrasó un par de días luego del accidente. La película recaudó más de 800 millones de dólares a nivel mundial, pero recibió críticas negativas. Shia compartió una nominación para la "Peor pareja en una película de 2009" con "Megan Fox o cualquier Transformer" en los Premios Razzie.
En el año 2010, su única película fue Wall Street: El dinero nunca duerme, donde protagoniza a un ambicioso agente de bolsa de Wall Street. Esta película también fue un éxito con críticas variadas. En 2011, volvió a repetir su papel como Sam Witwicky en la tercera secuela de Transformers: el lado oscuro de la luna. Apareció en la película Lawless en 2012 donde interpretó uno de los papeles protagonistas. La película está basada en la novela The Wettest County in the World de Matt Bondurant. También apareció en los dos volúmenes del drama de 2013 Nymphomaniac donde interpreta a Jerôme Morris.
En 2014 personificó a Boyd Swan en el filme Fury. La película está ambientada en la Segunda Guerra Mundial y el interpreta a un soldado que forma parte de la tripulación de un tanque que se enfrenta a la Alemania nazi. En 2015 filma Man Down una película acerca de un exsoldado de la guerra de Afganistán que busca a su familia en un mundo posapocalíptico.
También en 2015 participó en el polémico vídeo musical de Sia, Elastic Heart, un vídeo  acompañado de la joven bailarina Maddie Ziegler. La controversia alrededor de este vídeo radica en que el vídeo musical encierra durante cinco minutos a una niña y a un hombre en una jaula gigante, dando lugar a varias interpretaciones, mayoritariamente negativas.
En 2023 protagonizará la película biográfica "Padre Pio", basada en la vida de San Pío de Pietrelcina. Shia se hará cargo del papel principal y le acompañará Willem Dafoe interpretando el papel de San Francisco de Asís.

## Filmografía

### Cine y televisión
| Año  | Título original                                                        | Título en España                                                | Rol                  | Director                        |
| ---- | ---------------------------------------------------------------------- | --------------------------------------------------------------- | -------------------- | ------------------------------- |
| 1998 | The Christmas Path                                                     | The Christmas Path                                              | Cal                  | Bernard Salzmann                |
| 1998 | Monkey Business                                                        | Monkey Business                                                 | Wyatt                | Paulette Victor-Lifton          |
| 1999 | X-Files - episodio: "The Goldberg Variation" (serie televisiva de Fox) | Expediente X Serie televisiva de Fox)                           | Richie Lupone        | Thomas J. Wright                |
| 2001 | Hounded (película de Walt Disney Pictures)                             | Con un chucho en los talones (película de Walt Disney Pictures) | Ronny Van Dusen      | Neal Israel                     |
| 2002 | Tru Confessions (película de Walt Disney Pictures)                     | Las confesiones de Tru (película de Walt Disney Pictures)       | Eddie Walker         | Paul Hoen                       |
| 2003 | The Even Stevens Movie (película de Walt Disney Pictures)              | Mano a mano: La película (película de Walt Disney Pictures)     | Louis Stevens        | Sean McNamara                   |
| 2003 | The Battle of Shaker Heights                                           | The Battle of Shaker Heights                                    | Kelly Ernswiler      | Efram Potelle Kyle Rankin       |
| 2003 | Charlie's Angels: Full Throttle                                        | Los Ángeles de Charlie: Al límite                               | Max Petroni          | Joseph McGinty Nichol           |
| 2003 | Dumb and Dumberer: When Harry Met Lloyd                                | Dos tontos muy tontos: Cuando Harry encontró a Lloyd            | Lewis                | Troy Miller                     |
| 2003 | Holes                                                                  | La maldición de los hoyos                                       | Stanley Yelnats      | Andrew Davis                    |
| 2004 | I, Robot                                                               | Yo, Robot                                                       | Farber               | Alex Proyas                     |
| 2005 | The Greatest Game Ever Played                                          | El juego que hizo historia                                      | Francis Ouimet       | Bill Paxton                     |
| 2005 | Kaze no Tani no Naushika                                               | Nausicaä del Valle del Viento                                   | Príncipe Asbel (Voz) | Hayao Miyazaki                  |
| 2005 | Constantine                                                            | Constantine                                                     | Chas Kramer          | Francis Lawrence                |
| 2006 | Bobby                                                                  | Bobby                                                           | Cooper               | Emilio Estévez                  |
| 2006 | A Guide to Recognizing Your Saints                                     | Memorias de Queens                                              | Dito (joven)         | Dito Montiel                    |
| 2007 | Disturbia                                                              | Disturbia                                                       | Kale Bretch          | D.J. Caruso                     |
| 2007 | Surf's Up                                                              | Locos por el Surf                                               | Cody Maverick (Voz)  | Ash Brannon                     |
| 2007 | Transformers                                                           | Transformers                                                    | Sam Witwicky         | Michael Bay                     |
| 2008 | Indiana Jones and the Kingdom of the Crystal Skull                     | Indiana Jones y el reino de la calavera de cristal              | Mutt Williams        | Steven Spielberg                |
| 2008 | Eagle Eye                                                              | La conspiración del pánico                                      | Jerry Shaw           | D.J. Caruso                     |
| 2009 | New York, I Love You                                                   | New York, I Love You                                            | Jacob                | Mira Nair                       |
| 2009 | Transformers: Revenge of the Fallen                                    | Transformers: la venganza de los caídos                         | Sam Witwicky         | Michael Bay                     |
| 2010 | Wall Street 2: Money Never Sleeps                                      | Wall Street 2: el dinero nunca duerme                           | Jakob                | Oliver Stone                    |
| 2011 | Transformers: Dark of the Moon                                         | Transformers: el lado oscuro de la luna                         | Sam Witwicky         | Michael Bay                     |
| 2012 | The Company You Keep                                                   | Pacto de silencio                                               | Benjamin Schepard    | Robert Redford                  |
| 2012 | Lawless                                                                | Sin Leyes                                                       | Jack Bondurant       | John Hillcoat                   |
| 2013 | Nymphomaniac                                                           | Nymphomaniac                                                    | Jerôme               | Lars von Trier                  |
| 2013 | Charlie Countryman                                                     | Charlie Countryman                                              | Charlie Countryman   | Fredrik Bond                    |
| 2014 | Fury                                                                   | Corazones de acero                                              | Boyd Swan            | David Ayer                      |
| 2015 | Man Down                                                               | Man Down                                                        | Gabriel Drummer      | Dito Montiel                    |
| 2016 | American Honey                                                         | American Honey                                                  | Jake                 | Andrea Arnold                   |
| 2016 | LoveTrue                                                               |                                                                 | Productor ejecutivo  | Alma Har’el                     |
| 2017 | Borg vs. McEnroe                                                       | Borg vs. McEnroe. La película                                   | John McEnroe         | Janus Metz Pedersen             |
| 2019 | Honey Boy                                                              | Honey Boy                                                       | James Lort           | Alma Har'el                     |
| 2019 | The Peanut Butter Falcon                                               |                                                                 | Tyler                | Tyler Nilson y Michael Schwartz |
| 2020 | Pieces of a Woman                                                      | Pieces of a Woman                                               | Sean Carson          | Kornél Mundruczó                |
| 2020 | The Tax Collector                                                      | Cuenta pendiente                                                | Creeper              | David Ayer                      |

## Premios y nominaciones
Artículo principal: Premios y nominaciones de Shia LaBeouf 